# Ismail Shafeeu

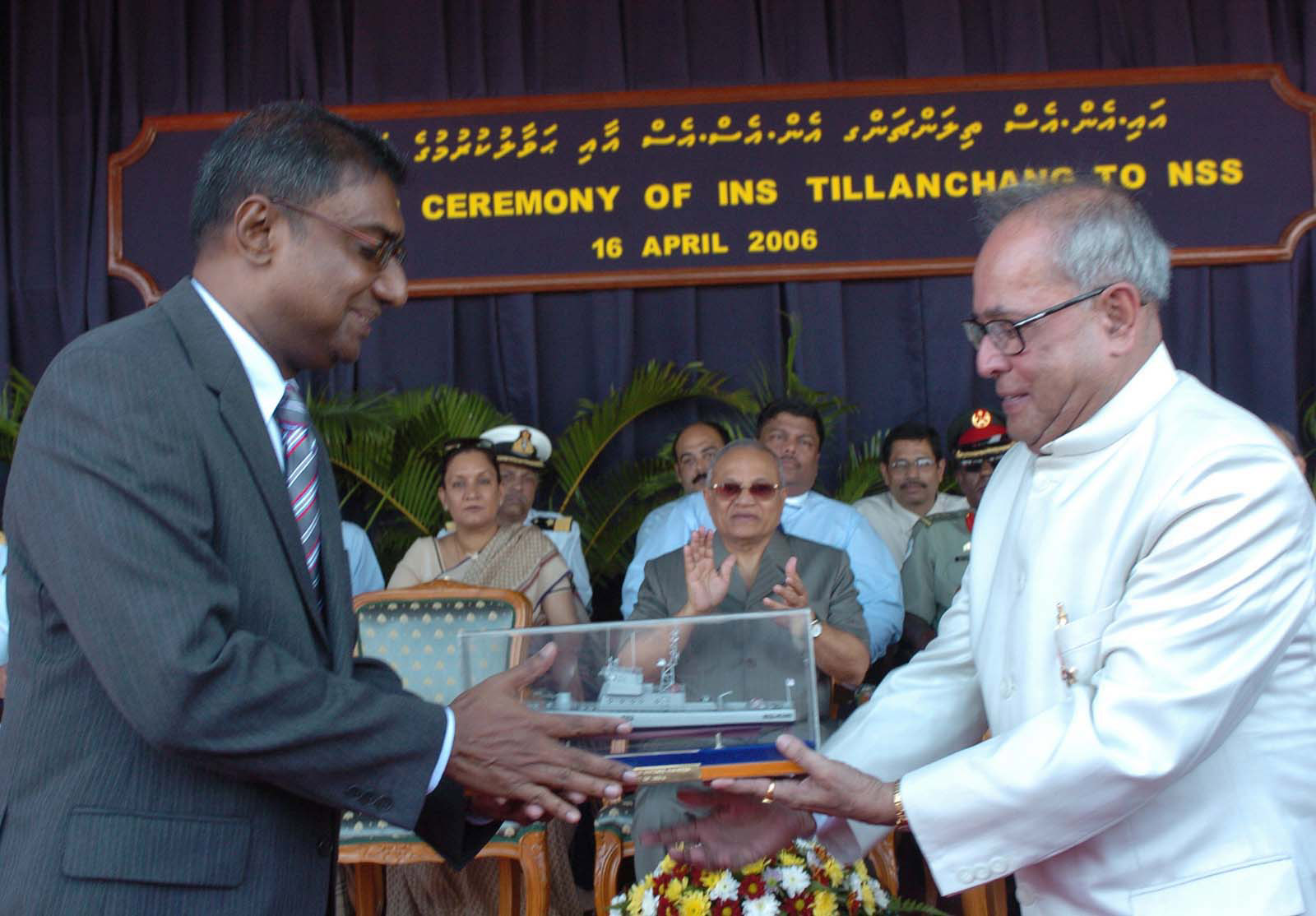
Ismail Shafeeu (links) und der indische Verteidigungsminister Pranab Mukherjee (2006)

Ismail Shafeeu (* 15. Mai 1955 in Malé) ist ein ehemaliger Politiker der Malediven, der mehrmals Minister war.

## Leben
Ismail Shafeeu ist ein Sohn des Diplomaten und Politikers Ahmed Zaki, der zwischen 1972 und 1975 letzter Premierminister der Malediven war, sowie dessen Ehefrau Fathimath Ibrahim Didi. Nach dem Schulbesuch absolvierte er ein Studium der Wirtschaftswissenschaften an der Macquarie University in Australien, das er 1976 mit einem Bachelor of Economics (B.Econ.) abgeschlossen hatte. Im Anschluss trat er in den Staatsdienst ein und war zunächst von 1977 bis 1978 Professor an der Majeediyya School, der 1927 gegründeten ersten staatlichen Schule der Malediven. Danach war er zwischen 1978 und 1980 im Ministerium für Provinzangelegenheiten tätig und dort zuletzt 1980 Leitender Unterstaatssekretär. Nachdem er 1980 kurzzeitig Direktor der Flughafenverwaltung MAA (Maldives Airport Authority) war, fungierte er zwischen 1980 und 1982 als stellvertretender Generaldirektor der Nationalen Planungsbehörde NPA (National Planning Agency). Danach war er von 1982 bis 1983 Leitender Unterstaatssekretär im Ministerium für Planung und Entwicklung sowie zwischen 1983 und 1989 Direktor der Planungsabteilung im Ministerium für Planung und Umwelt. Während dieser Zeit war er von 1984 bis 1985 auch Inhaber der nach dem US-Politiker Hubert H. Humphrey benannten Fellowship an der Boston University sowie zuletzt zwischen 1989 und 1990 Stellvertretender Minister für Planung und Umwelt.
1990 wurde Shafeeu von Staatspräsident Maumoon Abdul Gayoom erstmals in die Regierung berufen, und fungierte zunächst zwischen 1990 und 1991 als Tourismusminister. Im Anschluss fungierte er von 1991 bis 1996 als Minister für Planung und Umwelt sowie zugleich zwischen 1992 und 1993 als Vorsitzender des Jugendzentrums der Malediven. Nach einer Regierungsumbildung war er von 1993 bis 1996 zusätzlich Minister für Menschliche Ressourcen sowie anschließend zwischen 1996 und 1998 Minister für Transport und Kommunikation. Nach einer neuerlichen Kabinettsumbildung fungierte er von 1998 bis 2002 als Innenminister sowie in Personalunion zwischen 1998 und 2002 auch als Minister für Wohnungsbau und Umwelt. Nachdem Präsident Gayoom 2002 erneut die Regierung umgebildet hatte, bekleidete er zwischen 2002 und 2005 das Amt als Bildungsminister und war zudem vom 1. September 2004 bis zum Ende der Amtszeit von Präsident Gayoom am 11. November 2008 Minister für Verteidigung und Nationale Sicherheit. Er engagierte sich zudem für die Active Volunteers for Environmental and Social Harmony and Improvement.
Aus der Ehe von Ismail Shafeeu mit Aishath Nadira gingen die Tochter Fathimath Nabreesa Shafeeu sowie der Sohn Ahmed Samuel Shafeeu hervor, der 2013 zeitweise kommissarischer Innenminister war.